# 谚文优越主义
諺文優越主義，出現於韓國，認為諺文是世界上最優越的文字。亦稱「諺文民族主義」「諺文中心主義」。

## “韩文具有完全的独创性”

### “韩文的原理是受音乐的启发”
在韩文优越论者的文宣中，韩文的拼音原理是世宗大王受音乐的启发而创造的。但事实上，中国人最迟在南朝时代已通晓梵文的拼音原理，且最迟在唐朝时已将拼音文字的原理传入朝鲜，宋朝时与朝鲜接邻的契丹、女真、蒙古都已使用了拼音文字，元朝时中国政府强行在朝鲜推动拼音文字的八思巴文，明朝时世宗大王亲自派出一帮文人到中国学习汉语音韵学。
在以上事实之下，说世宗大王是受“音乐启发”而“完全独立地”创造拼音文字是不可想象的。事實上，從《訓民正音》的自述來看，韓文的拼音方法幾乎就是中國音韻學的複製。当然，“韩文优越”的文宣中，以上事实根本不被提及。

### “韩文的形状是受窗棂的启发”
在韩文优越论者的文宣中，韩文的方块形状并非是受汉字影响，而是世宗大王“灵感于窗棂”。作为悠久以来受汉字浸染的国家，其文字形态“不受汉字影响、而独灵感于窗棂，然后又恰恰与汉字巧合”，这种事件，同样有违常识。

## “韩文能拼一切语音”的观点
韩文不能表现声调、不能表现“舌尖前音、舌尖后音和舌叶音”三者的区别、不能表现“边音和丰富的各种颤舌音”之间的种种差别、不能表现轻唇音、不能表现复辅音丛、不能表现双元音。韩文优越论者称“只消稍加改造，就能展现丰富的语音”，但事实是，如果“稍加改造”，那世界上的任何一种文字都可以表达世间所有的语音。如：拉丁字母不能表达后鼻音，便用 ng 这种两个字母“二合”的方式来展现；汉字在唐朝时已无复辅音，但以“娑婆二合”的方式来展现梵语中的“sva”；国际音标即是改造自拉丁字母，但已可表达世间所有语音。
所以任何字母若经“改造”则必可以表达世间所有语音，讨论改造后的韩文的表音域是毫无意义的。

## 韓文的海外推廣
韓國曾（2009年）用經濟援助的方式取得了印度尼西亞少數民族吉阿吉阿族來使用韓文記錄吉阿吉阿族自己的語言。不過，由於韓方落空了經濟援助承諾，吉阿吉阿族已（2011年）停止使用韓文字母來記錄自己的語言。

## 谚文拼写优越论
谚文之所以被一些人认为优越，唯一的理由在于其把各个音素组合成一个方块，因此一个方块表示一个音节，容易划分音节。
但是，谚文并不适合其他语言，许多有辅音丛或多元音的语言，谚文只能拆成不同方块来书写它们，使得原语言中的音节被谚文转写后数量增加，违背了原语言的音节规律，也违背了谚文自身一个方块表示一个音节的特点。其实，音节规律相似于韩文的语言，无论是用拉丁字母还是谚文拼写都是很容易掌握其音节规律的。

## 韓文的電子信息化
韓文優越論者認為，韓文在電腦輸入方面具有優勢，並盛讚「朝鮮民族的祖先似乎在600年前就預見到了電腦時代」，但其實沒有證據表明朝鮮文字的輸入比西文、中日文更具優勢。恰恰相反，拉丁字母是可以直接输入的文字。而谚文虽同属表音文字，却需经过转换拼凑成一个个方块，这也导致Unicode中收录的谚文文字数量过万。